# شیوه آمیخته

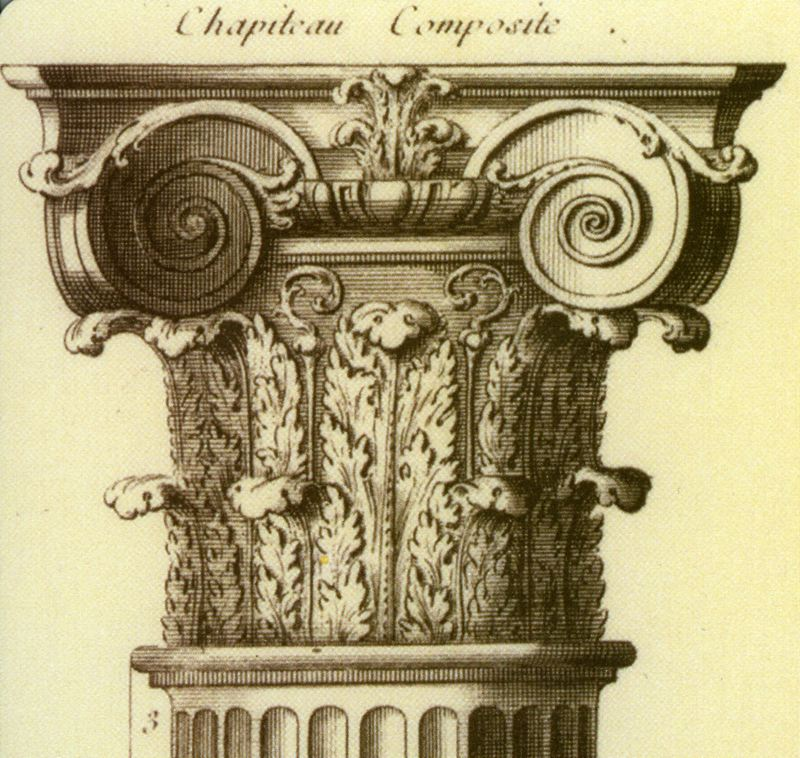
یک سرستون به شیوه آمیخته.

شیوه آمیخته یا (به انگلیسی: composite order) که شیوه ترکیبی یا مرکب هم نامیده شده شیوه‌ای غیررسمی از معماری کلاسیک غربی است. در این شیوه مشخصه‌های شیوه‌های کورینتی و ایونی با هم تلفیق می‌شود؛ شبیه شیوهٔ کورینتی است اما از آن بسیار پُرتزئین‌تر است، سر ستون‌های آن از حلزونی‌هایی تشکیل می‌شود که با تغییراتی، از سرستون‌های ایونی اقتباس شده‌اند؛ دایرهٔ برگ کنگری سر ستون از سرستون کورینتی اقتباس شده است. برای مشاهدهٔ شکل پاستون‌های شیوهٔ معماری ترکیبی.